# Colazione da Tiffany (film)
Colazione da Tiffany (Breakfast at Tiffany's) è un film del 1961 diretto da Blake Edwards, con Audrey Hepburn e George Peppard, tratto dall'omonimo romanzo del 1958 di Truman Capote. Nel film, Holly Golightly (Hepburn), un'eccentrica e ingenua mondana, incontra Paul Varjak (Peppard), uno scrittore che si trasferisce a vivere nel suo condominio newyorkese. Lei è alla ricerca del suo posto nel mondo e, in attesa, conduce una vita sregolata, fatta di mondanità, eccessi e di piccoli espedienti fra cui accompagnarsi con facoltosi gentiluomini che lei non ama. Lui, in crisi di ispirazione, si lascia mantenere da una ricca più anziana di lui.
I due, benché in bolletta, finiscono per innamorarsi fra mille traversie.

## Trama
New York. All'alba, da un taxi che si ferma sulla Quinta Strada, scende un'elegante ragazza, Holly Golightly. Mentre guarda le vetrine di Tiffany la ragazza consuma una rapida colazione, prima di rientrare a casa a piedi. Fuori dal suo appartamento la sta aspettando e la raggiunge Sid Arbuck, un uomo con il quale Holly aveva avuto un appuntamento la sera precedente. Qualche ora più tardi, Holly è svegliata dal suo nuovo vicino di casa, Paul Varjak, che citofona per entrare nell'edificio. Entrato nell'abitazione di Holly per usare il telefono, Varjak fa la conoscenza del suo gatto, al quale la ragazza non ha dato alcun nome, e aiuta Holly a prepararsi per andare a fare visita a Sally Tomato, un mafioso newyorkese rinchiuso nella prigione di Sing Sing, che usa Holly come tramite tra sé e il proprio avvocato, O'Shaughnessy, per comunicarle ogni giovedì dei messaggi in codice, che la ragazza interpreta come «bollettini meteorologici» in cambio di 50 dollari a visita. Mentre Holly si avvia verso Sing Sing, Varjak è raggiunto dalla signora Failenson, la sua “arredatrice”.
La notte stessa, per sfuggire a un appuntamento finito male, Holly si rifugia nell'appartamento di Varjak passando per le scale antincendio. In questa circostanza scopre che Varjak si fa mantenere dalla donna. Dopo aver visto uscire la Failenson, Holly entra nella stanza, svegliandolo: i due iniziano a conoscersi e Holly, vista la somiglianza con suo fratello, inizia a chiamare l'uomo "Fred". Varjak racconta a Holly che lavora come scrittore, tuttavia il suo unico libro pubblicato, Nove vite (Nine lives) è di diversi anni prima. Holly invece sta tentando di risparmiare qualcosa per aiutare il fratello Fred, non appena questi verrà congedato dall'esercito. I due si addormentano, svegliandosi a causa di un incubo su Fred fatto dalla ragazza, che esce dall'appartamento. Per scusarsi di questo gesto, Holly regala un nuovo nastro per la macchina da scrivere a Varjak e lo invita a una festa nel suo appartamento. Alla festa Varjak incontra l'agente hollywoodiano di Holly, Berman, che gli descrive la scalata di Holly nell'alta società newyorkese. Durante il party Varjak conosce anche un politico brasiliano, Josè da Silva Pereira, e "il nono uomo più ricco degli Stati Uniti sotto i 50 anni", Rusty Trawler.
Il giorno successivo la signora Failenson entra nella casa di Varjak, temendo d'esser stata seguita da un uomo, che aveva già visto il giorno precedente. Paul decide di fare chiarezza e si confronta con l'uomo, Doc Golightly. Questi dichiara di essere il marito di Holly, il cui vero nome è Lula Mae Barnes, sposata con Golightly all'età di 14 anni. L'uomo è arrivato a New York per riportare Holly in Texas assieme al fratello, che sta per ritornare dopo il servizio militare. Varjak riunisce Doc e Holly, ma prima di tornare in Texas, Holly riferisce a Paul che il matrimonio è stato annullato anni prima e che lei non partirà con l'ex marito. Arrivata alla stazione degli autobus, la ragazza lo informa della sua decisione. Doc spiega a Holly che se lei non accetta di tornare a vivere con lui, lui non intende occuparsi del fratello di lei, in procinto di congedarsi dall'esercito, abbandonandolo di fatto a sé stesso.
Dopo aver bevuto in un club, Holly e Varjak tornano a casa: ubriacatasi, la ragazza mette Paul al corrente della sua intenzione di sposare Trawler per questioni economiche. Varjak inavvertitamente offende Holly.
Qualche giorno dopo Varjak scopre che uno dei suoi articoli è stato accettato per la pubblicazione: andando verso l'appartamento di Holly, legge il giornale sotto la sua porta e nota che Trawler si è appena sposato con un'altra donna. L'occasione è buona per Varjak per riappacificarsi con Holly. I due decidono quindi di trascorrere la giornata assieme, facendo cose che non hanno mai fatto prima: recatisi da Tiffany’s, Varjak si fa incidere un anello trovato come premio in un pacchetto di noccioline e, in un negozio di articoli a poco prezzo, i due rubano delle maschere. Dopo aver trascorso anche la notte assieme, Varjak scopre che Holly non è in nessuno dei loro due appartamenti. Nel frattempo arriva a trovarlo Liz Failenson: Varjak decide di troncare la relazione con la donna che lo manteneva, la quale accetta pacatamente, seppur mal volentieri, la fine del loro rapporto.
Varjak va alla ricerca di Holly, ma la ragazza non ne vuole più sapere di lui, perché non vuole «essere di sua proprietà», preferendo sposarsi con Josè da Silva Pereira per soldi. Un giorno, tornando a casa con il miliardario brasiliano, Holly trova un telegramma di Doc, che la informa della morte del fratello, al quale la ragazza era molto legata. Varjak lascia l'edificio, e diversi mesi dopo vi ritorna su invito di Holly, che l'indomani si trasferirà in Brasile per sposarsi con Josè da Silva Pereira. Nella stessa giornata, però, Holly e Paul sono arrestati a causa della loro connessione con il giro di droga di Sally Tomato. Varjak esce immediatamente di prigione, ma Holly resta dietro le sbarre. Varjak contatta Berman, che riesce a risolvere la situazione e a far uscire di galera la ragazza su cauzione.
Dopo una notte in carcere, Holly torna in libertà ed è subito accolta da Paul. Nel taxi verso casa, Paul ha portato con sé il gatto di Holly e una lettera di Josè, che scrive d'averla lasciata a malincuore, per paura di uno scandalo, visto il suo arresto, e di essere tornato in Brasile. Ciò nonostante, la ragazza vuole ancora partire per il Sud America. Quando Paul le confessa nuovamente il proprio amore, la ragazza, pur di difendere la propria opinione, ovvero che «l'amore è una gabbia» e che «lei e il suo gatto non appartengono a nessuno e nessuno gli appartiene», decide di abbandonare il proprio gatto in mezzo alla strada e sotto la pioggia battente. Visto il gesto e l'ostinazione di Holly, Paul esce dal taxi lanciandole l'anello che aveva ritirato mesi prima da Tiffany, dicendole che al mondo ci si innamora, e questa è l'unica maniera per essere felici. Dopo aver visto l'anello e riflettuto sul suo comportamento, la ragazza scende dal taxi e rincorre Paul, che era sceso a cercare il gatto. Dopo averlo trovato, i due si baciano appassionatamente sotto la pioggia.

## Produzione

### Sceneggiatura

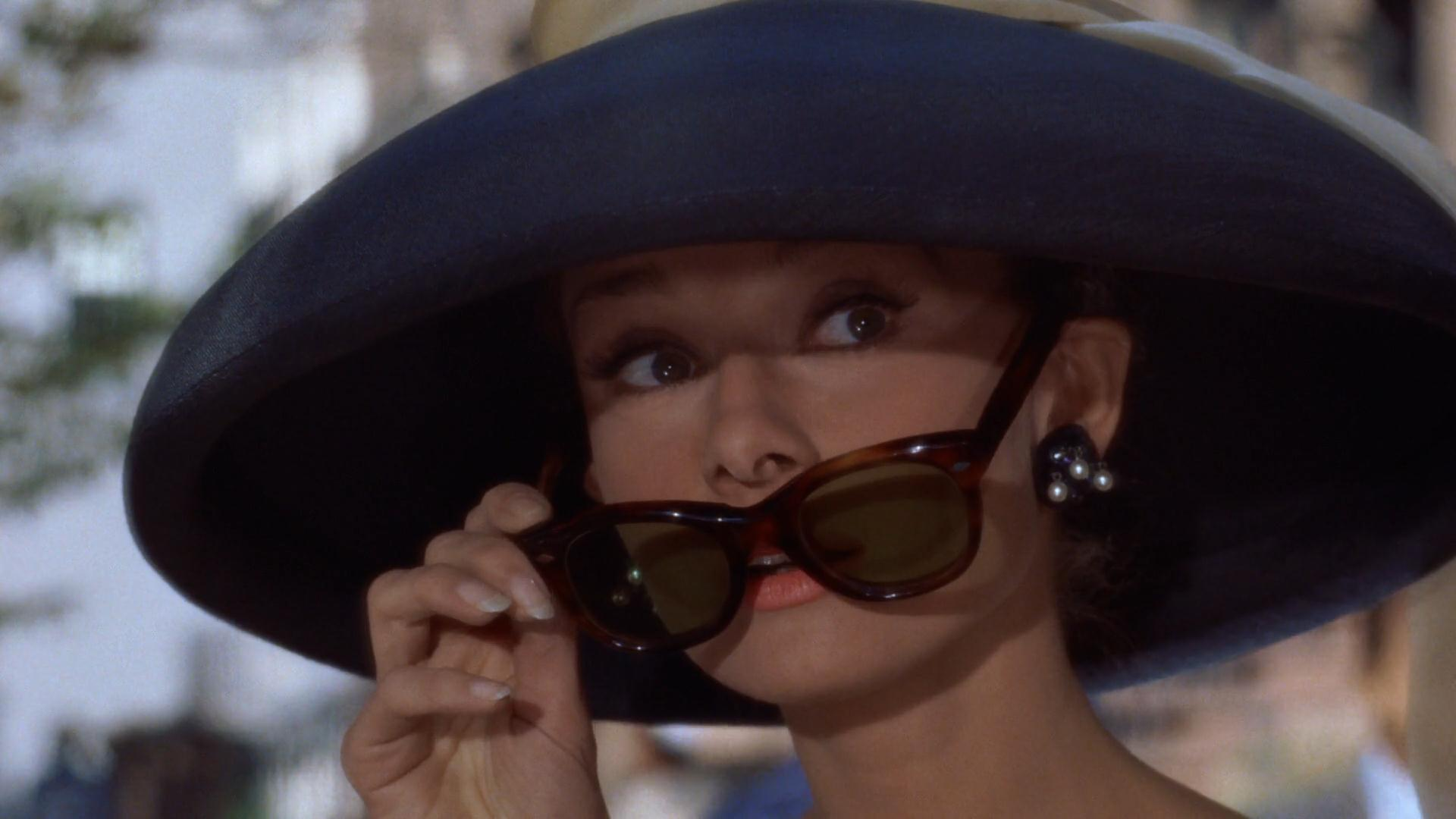
Audrey Hepburn interpreta Holly Golightly

La sceneggiatura di George Axelrod, nominata all'Oscar, segue poco il romanzo di Capote.
Capote, una volta venduti i diritti del libro (pubblicato nel 1958, tre anni prima dell'uscita del film) alla Paramount Pictures, avrebbe preferito Marilyn Monroe nel ruolo di Holly Golightly. Barry Paris ricorda di aver sentito dire Capote, una volta: «Marilyn è sempre stata la mia prima scelta per interpretare la ragazza, Holly Golightly». Quando la Hepburn venne scelta nel cast, Capote accusò la Paramount di aver fatto il doppio gioco con lui. Comunque, la scelta della Hepburn si rivelò felice, dato il successo del film e del personaggio da lei interpretato.
Il romanzo fu ampiamente modificato per dar spazio alle convenzioni cinematografiche della commedia, e ciò non piacque a Capote. Il libro conteneva, ad esempio, parole che per il film vennero smorzate e il personaggio di Liz fu completamente inventato, mentre venne omesso il personaggio del barista Joe Bell. L'ambientazione venne spostata dagli anni '40 ai '60.

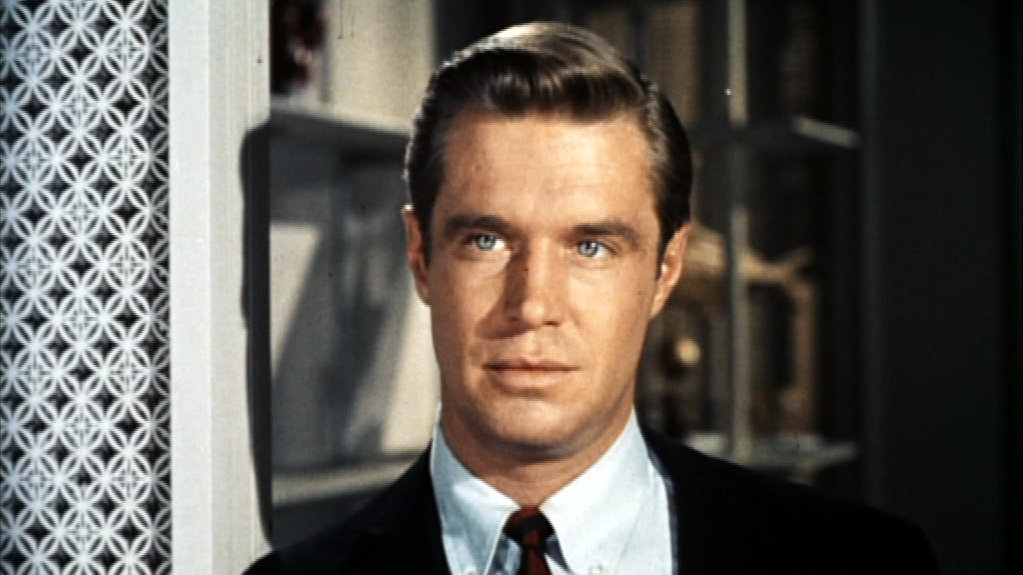
George Peppard interpreta Paul Varjak

L'allusione alla bisessualità di Holly, che nel libro è un elemento citato implicitamente più volte, nel film viene rimossa per rendere il personaggio più adatto alla Hepburn, mentre il personaggio della modella Mag Wildwood, che verso metà del libro si trasferisce nell'appartamento di Holly, nel film compare brevemente solo come ospite al party. Allo stesso modo è reso meno evidente il rapporto di Holly con gli uomini che frequenta, che Capote in un'intervista del 1968 definisce (relativamente al personaggio originale del libro) più simile a quello di una versione americana della nipponica geisha ("these girls are the authentic American geishas") che non a quello di una tradizionale escort a chiamata ("callgirl"). Secondo Capote questa "geisha americana" accompagna uomini facoltosi in giro per costosi ristoranti e locali notturni, con l'accordo di ricevere in cambio doni preziosi o denaro e, se le va, può portarsi a casa il suo cliente per la notte ("accompanied expense-account men to the best restaurants and night clubs, with the understanding that her escort was obligated to give her some sort of gift, perhaps jewelry or a check [...] if she felt like it, she might take her escort home for the night"). Nell'intervista Capote evidenzia anche come all'epoca in cui questa veniva redatta questo tipo di ragazze fosse molto più diffuso a New York che non nei primi anni 1940, periodo nel quale è ambientato il romanzo ed in cui si muove il personaggio di Holly.
Uno dei cambiamenti più radicali riguardò il finale. Il libro, infatti, non ha un lieto fine: il bacio che si vede alla fine del film, che fa presagire una romantica vita di Holly e Paul insieme, non c'è, e Holly di fatto prende quell'aereo per il Sud America. Nell'incipit del romanzo infatti vi sono il narratore, che nel libro rimane senza nome, e il personaggio del barista Joe Bell, entrambi legati a Holly da una forma di amicizia che sfocia nell'amore platonico, che si ritrovano a discutere dal destino della ragazza, di cui non hanno notizie da una dozzina di anni. Proprio per questi eventi il narratore si ritrova a pensare a Holly e a come si sono conosciuti e frequentati.

### Riprese
La gioielleria Tiffany & Co. aprì di domenica per la prima volta nella sua storia per permettere le riprese del film la mattina del 2 ottobre 1960, per non creare problemi a causa del corteo di Nikita Sergeevič Chruščёv che si sarebbe svolto in contemporanea. Le riprese vennero effettuate a New York per le scene esterne, mentre quelle interne furono girate ai Paramount Studios di Los Angeles e terminarono il 3 febbraio 1961. Il film uscì il 5 ottobre 1961 negli Usa e incassò oltre 8 milioni di dollari, a fronte di un budget di 2,5 milioni. In Italia uscì nell'anteprima nazionale a Roma a novembre; mentre il 20 gennaio 1962 uscì in ampia distribuzione su tutto il territorio.
Audrey Hepburn odiava i biscotti al burro danesi, dolcetti che il suo personaggio mangia a colazione, il che rese le riprese della scena iniziale piuttosto ardue per lei, visto che avrebbe preferito un gelato ma il regista rispose negativamente.

### Colonna sonora
La colonna sonora di Colazione da Tiffany, vincitrice dell'Oscar alla migliore colonna sonora nel 1962, venne interamente composta e selezionata da Henry Mancini, celeberrimo compositore vincitore di quattro premi Oscar, e raggiunse la prima posizione nella Billboard 200 per 12 settimane. La canzone Moon River fu composta da Mancini (musica) e Johnny Mercer (testo) e vinse anch'essa un Oscar, quello per la migliore canzone.

### Raffigurazione di Mr. Yunioshi e controversie sulla "yellowface"
Dagli anni '90, la raffigurazione di Mr. Yunioshi, vicino di casa di Holly, è stata considerata un tipico esempio di whitewashing e ha suscitato polemiche da parte della comunità asiatica americana che ha mosso accuse di perpetrazione di stereotipi negativi sugli asiatici nonché di appropriazione culturale. Infatti, per la sua interpretazione di I.Y. Yunioshi, Mickey Rooney ha fatto ricorso a del trucco per il viso e ha tenuto in bocca una protesi per cambiare i suoi lineamenti al fine di raffigurare in modo caricaturale le caratteristiche somatiche giapponesi.
Un esempio di critica reazionaria nel cinema è presente nel film del 1993 Dragon: La storia di Bruce Lee. In una scena viene mostrato il protagonista Bruce Lee, interpretato da Jason Scott Lee, al cinema per nulla divertito mentre assiste alle gags di Mr. Yunioshi in Colazione da Tiffany; la sua fidanzata Linda, notando il suo disagio, lo convince a lasciare la sala insieme a lei. Questa scena, in maniera simile al film Hurricane - Il grido dell'innocenza, è stata accusata di revisionismo e di forzata propaganda liberal, dal momento che quando il film uscì nelle sale la comunità asiatico-americana dell'epoca si complimentò tramite lettere con Mickey Rooney per la sua interpretazione trovandola esilarante e spassosa, senza contare il fatto che il personaggio di Yunioshi è giapponese mentre Bruce Lee era cinese. Le controversie sulla rappresentazione di Yunioshi e che coinvolsero anche alcuni membri della comunità asiatico-americana iniziarono solo negli anni '90, circa nel periodo dell'uscita di Dragon e trent'anni dopo quella di Colazione da Tiffany.
Nel suo commento audio per l'uscita del DVD, il produttore Richard Shepherd ha dichiarato che avrebbe voluto sostituire Mickey Rooney "non perché non abbia interpretato bene la parte" ma perché pensava che il ruolo avrebbe dovuto essere assegnato ad un attore di etnia giapponese. Tuttavia, a detta di Shepherd, il regista Blake Edwards decise comunque di mantenere Rooney.
Nel "making-of" per l'uscita in DVD dell'edizione del 45 ° anniversario, Shepherd si è scusato ripetutamente, dicendo: "Se solo potessimo cambiare Mickey Rooney, sarei entusiasta del film". Il regista Blake Edwards ha dichiarato: "Col senno del poi, vorrei non averlo mai fatto [...] darei qualsiasi cosa per poterlo cambiare, ma è lì, e ci resterà per sempre".
In un'intervista del 2008 sul film, l'87enne Rooney ha detto di essere affranto per le critiche: "mi ha spezzato il cuore. Blake Edwards voleva che lo facessi perché era un regista di commedie. Mi hanno assunto per fare questi sketch e ci siamo divertiti a farli. Per più di 40 anni non c'è mai stata alcuna lamentela. Dovunque andassi la gente mi diceva: "Dio, sei stato così divertente!". Rooney ha anche detto che se avesse saputo che la rappresentazione sarebbe stata offensiva avrebbe rinunciato alla parte.
Lo storico del cinema e conduttore di Turner Classic Movies, Robert Osborne, ha dichiarato in una sessione di domande in merito al personaggio di Mr. Yunioshi che: "è stato un insulto razziale, totalmente gratuito, e incolpo Blake Edwards per quella decisione, la caricatura è assolutamente imbarazzante".

## Distribuzione

### Data di uscita
- 5 ottobre 1961 negli Stati Uniti (Breakfast at Tiffany's)
- 6 gennaio 1962 in Francia (Diamants sur canapé)
- 20 gennaio 1962 in Italia (Colazione da Tiffany)
- 12 febbraio 1962 in Germania (Frühstück bei Tiffany)
- 12 dicembre 1963 in Spagna (Desayuno con diamantes)

## Riconoscimenti
- 1962 - Premio Oscar
  - Miglior colonna sonora a Henry Mancini
  - Miglior canzone (Moon River) a Henry Mancini e Johnny Mercer
  - Candidatura come miglior attrice a Audrey Hepburn
  - Candidatura come migliore sceneggiatura non originale a George Axelrod
  - Candidatura come migliore scenografia a Hal Pereira, Roland Anderson, Sam Comer e Ray Moyer
- 1962 - Golden Globe
  - Candidatura come miglior film commedia o musicale
  - Candidatura come migliore attrice in un film commedia o musicale a Audrey Hepburn
- 1962 - David di Donatello
  - Miglior attrice straniera a Audrey Hepburn

Nel 2012 è stato scelto per essere conservato nel National Film Registry della Biblioteca del Congresso degli Stati Uniti d'America.